# Spiroctenus validus
Spiroctenus validus là một loài nhện trong họ Nemesiidae.
Spiroctenus validus được miêu tả năm 1902 bởi Purcell.